# Heptan-2-one
L'heptan-2-one est un composé organique de la famille des cétones. Sa formule brute est C7H14O. Il se présente sous la forme d'un liquide incolore et a une odeur fruitée, ressemblant à celle de la banane.

## Obtention
L'heptan-2-one peut être synthétisé par condensation réductive d'acétone et de butanal en une ou deux étapes. Il s'obtient également par hydratation d'hept-1-yne (de) ou d'hept-2-yne.

## Propriétés
L'heptan-2-one est difficilement soluble dans l'eau. Il se décompose par échauffement.

## Utilisations
L'heptane-2-one est utilisé en tant que produit de renforcement dans les matériaux de revêtements.

### Dans la nature
L'heptan-2-one est une phéromone d'alarme chez les rats ; il stimule leurs récepteurs d'odeurs.
L'heptan-2-one est également sécrétée par les abeilles lorsqu'elles mordent de petits parasites infiltrés au sein de leurs colonies, comme par exemple des vers ou la mite Varroa destructor. Bien qu'à sa découverte on ait supposé que l'heptane-2-one était uniquement une phéromone d'alarme, il a été montré que ce composé produit un effet anesthésiant sur les parasites, ce qui permet aux abeilles de les assommer pour les éjecter de la ruche. Dans le futur, l'heptan-2-one pourrait être utilisée comme anesthésiant local en substitution à la lidocaïne, car cette dernière, bien que fréquemment utilisée dans le domaine médical, provoque des allergies chez certains patients.

### Dans l'alimentation
La Food and Drug Administration a listé l'heptan-2-one comme un « additif alimentaire autorisé pour l'addition directe dans la nourriture pour la consommation humaine » (21 CFR 172.515). L'heptan-2-one est naturellement présent dans des aliments tels que la bière, le pain blanc, le beurre, les chips, ainsi que dans plusieurs variétés de fromages. Il est en partie responsable de l'odeur de la moisissure, donc de celle de fromages tels que le gorgonzola, ainsi que de l'odeur de la mûre.

## Dangers
Les vapeurs de l'heptan-2-one peuvent, comme celles de la quasi-totalité des composés organiques liquides, constituer avec l'air un mélange inflammable (point d'éclair : 7 °C ; point d'auto-inflammation : 305 °C).
L'heptan-2-one est l'un des métabolites de l'heptane ; il peut être trouvé dans l'urine des employés exposés à l'heptane dans les usines de chaussures et de pneus.